# Baloise Ladies Tour
El Baloise Ladies Tour, anteriormente BeNe Ladies Tour, es una carrera ciclista femenina por etapas que se disputa anualmente entre Bélgica y los Países Bajos.
La carrera se creó en 2014 como carrera de categoría 2.2 pasando a ser una carrera de categoría 2.1 en 2017.

## Palmarés
| Año  | Ganador        | Segundo              | Tercero             |           |
| ---- | -------------- | -------------------- | ------------------- | --------- |
| 2014 | Emma Johansson | Jolien D'Hoore       | Shara Gillow        |           |
| 2015 | Jolien D'Hoore | Floortje Mackaij     | Elena Cecchini      |           |
| 2016 | Jolien D'Hoore | Floortje Mackaij     | Élise Delzenne      |           |
| 2017 | Marianne Vos   | Alice Barnes         | Annette Edmondson   |           |
| 2018 | Marianne Vos   | Lisa Klein           | Katie Archibald     |           |
| 2019 | Lisa Klein     | Amy Pieters          | Marlen Reusser      |           |
| 2020 | cancelada      | cancelada            | cancelada           | cancelada |
| 2021 | Lisa Klein     | Mieke Kröger         | Anna Henderson      |           |
| 2022 | Ellen van Dijk | Lorena Wiebes        | Audrey Cordon-Ragot |           |
| 2023 | Lucinda Brand  | Emma Norsgaard Bjerg | Anna Henderson      |           |
| 2024 | Lorena Wiebes  | Pfeiffer Georgi      | Thalita De Jong     |           |
| 2025 | Zoe Bäckstedt  | Ellen van Dijk       | Marthe Goossens     |           |

## Palmarés por países
| País         | Victorias |
| ------------ | --------- |
| Países Bajos | 5         |
| Bélgica      | 2         |
| Alemania     | 2         |
| Suecia       | 1         |
| Reino Unido  | 1         |